# The Island Years (álbum)
The Island Years es el disco compilatorio de la banda New Wave Ultravox, lanzado por Polygram y Spectrum en 1999, y es una versión más actualizada del compilado Slow Motion, de 1993. Recopila las canciones del grupo de 1977 y 1978, época de la ésta con el cantante original, John Foxx, y dos guitarristas diferentes, aunque no miembros al mismo tiempo en la banda, Stevie Shears y Robin Simon, antes del ingreso de Midge Ure y de los éxitos de la década de 1980.
La banda está acreditada como Ultravox!, a pesar de que la banda se llamó así sólo hasta 1978, antes del lanzamiento del último álbum de esa época, Systems Of Romance.

## Canciones
1. "Dangerous Rhythm"
2. My Sex
3. I Want To Be A Machine
4. The Wild, The Beautiful And The Damned
5. Life At Rainbow's End
6. Young Savage
7. Slip Away
8. ROckWrok
9. Hiroshima Mon Amour
10. Distant Smile
11. Man Who Dies Every Day
12. While I'm Still Alive
13. Slow Motion
14. Quiet Men
15. Cross Fade
16. Just For A Moment

## Créditos
- John Foxx: voz
- Chris Cross: bajo, sintetizador, coro
- Warren Cann: batería, percusión, coro
- Billy Currie: violín, teclados, sintetizador
- Stevie Shears: guitarra 1, 3 - 8, 10 - 12
- Robin Simon: guitarra 13 and 14